# پیتر تتچل
پیتر تتچل (انگلیسی: Peter Tatchell؛ زادهٔ ۲۵ ژانویهٔ ۱۹۵۲) فعال حقوق بشر، روزنامه‌نگار اهل بریتانیا است که به خاطر فعالیت‌هایش در جنبش‌های اجتماعی ال‌جی‌بی‌تی مشهور است.
وی همچنین برندهٔ جوایزی همچون سکولاریست سال شده‌است.